# 오뀨
오뀨(본명: 오규민, 1996년 9월 5일 ~ )는 대한민국의 전직 리그 오브 레전드 프로게이머이다. 선수 시절 아이디는 Ohq이며 포지션은 AD 캐리였다. 현재 아프리카TV에서 BJ로 활동 중이다.

## 선수 시절
2013년 6월, 버츄얼 트론 게이밍 몬스터즈에 입단하면서 프로 커리어를 시작했다.
2013년 10월, 제닉스 블라스트에 입단했다. 2013-2014 윈터 시즌을 치른 후 형제팀인 제닉스 스톰으로 자리를 옮겼다.
2014년 5월, 나진 블랙 소드에 입단했다. 오뀨는 나진의 주전 원딜러로 활동했다. 2015시즌을 앞두고 나진의 통합팀에 합류했다. 나진의 에이스로 활동했으며 서머시즌에서는 팀의 포스트시즌 진출에 기여했다.
2016시즌을 앞두고 팀 드래곤 나이츠에 입단했다. 하지만 좋지 못한 모습을 보여주었다.
2016년 5월, NRG e스포츠에 입단했다.
2017시즌을 앞두고 스네이크 e스포츠에 입단했다. 스네이크에서는 좋은 모습을 보여주었다.

## 은퇴 후
은퇴 이후 아프리카TV에서 인터넷 방송을 시작했다.

## 소속팀
| # | 팀명                        | 소속 기간             | 소속 리그 | 비고 |
| - | --------------------------- | --------------------- | --------- | ---- |
| 1 | 버츄얼 트론 게이밍 몬스터즈 | 2013.06~2013.10.14    | LCK       |      |
| 2 | 제닉스 블라스트             | 2013.10~2014.04       | LCK       |      |
| 3 | 나진 블랙 소드              | 2014.05.16~2015.11.30 | LCK       |      |
| 4 | 팀 드래곤 나이츠            | 2016.01.05~2016.05.14 | LCS       |      |
| 5 | NRG e스포츠                 | 2016.05.14~2016.10.11 | LCS       |      |
| 6 | 스네이크 e스포츠            | 2016.12.12~2017.10.26 | LPL       |      |

## 수상 내역
- 아이티엔조이 나이스게임TV 리그 오브 레전드 배틀 서머 2014 준우승
- LCS 챌린저 시리즈 스프링 2016 준우승